# Eläkeläiset

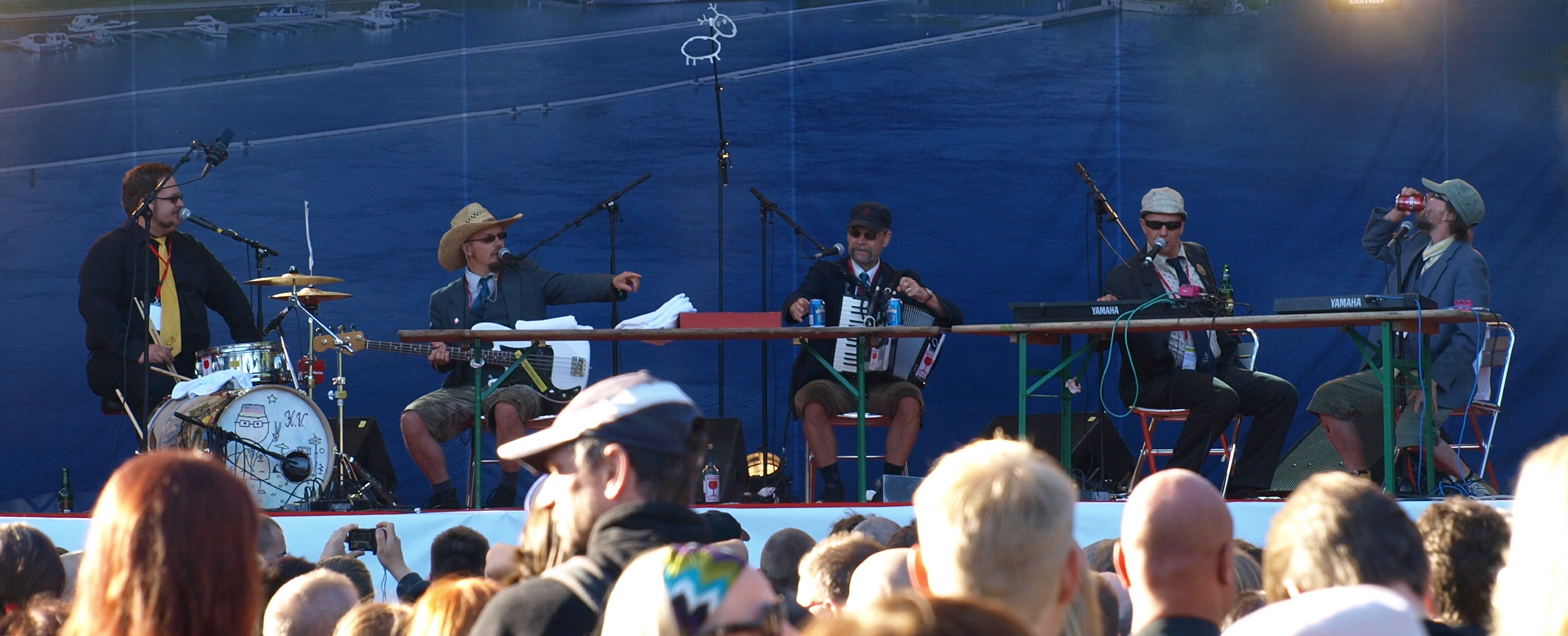
Eläkeläiset (2008)

Eläkeläiset é uma banda de humppa finlandesa criada em 1993.

## Discografia

### Álbuns
- Joulumanteli (1994, lançado em fita)
- Humppakäräjät (1994, Album)
- Humpan Kuninkaan Hovissa (1995, álbum)
- In Humppa We Trust (1996, álbum ao vivo)
- Humppamaratooni (1997, álbum)
- Werbung, Baby! (1999, álbum)
- Humpan Kuninkaan Hovissa (2000, álbum, regravação)
- Humppa-Akatemia (2000, álbum duplo)
- Humppa Till We Die (2000, CD)
- Humppa! (2001, álbum)
- Pahvische (2002, álbum)
- Humppaelämää (2003, álbum)
- Humppasirkus (2006, CD/LP)
- Humppakonsertto (2007, álbum ao vivo)
- Humppa United (2008, álbum)
- Humppabingo (2009)
- Humppasheikkailu (2012)
- Humppakalmisto (2013)
- Humppa of Finland (2017)

### EPs
- Humppalöyly (1995, EP)
- Humppaorgiat (1999, EP)
- Jenkkapolkahumppa (2001, EP)
- Joulutorttu (2002, EP)
- Katkolla Humppa (2003, EP)
- Keväthumppa (2003, EP)
- Das Humppawerk EP (2006, EP)
- Humppainfarkt (2018, EP)

### Singles
- Pyjamahumppa (1995)
- Dementikon Keppihumppa / Take Me To The City (1997)
- Sensational Monsters Of Humppa (1998)
- Huipputähtien Ykköshitit (1999)
- Ja Humppa Soi (2000)
- Jukolan humppa (2006)
- Hulluna humpasta (2010)
- Hirsipuuhumppa (2012)

### DVD
- Sekoilun Ytimessä 1993-2003 – Ten Years of Finnish Humppa in the Core of Sekolation (2003)